# Mega Man 8
Mega Man 8 (ook wel Rockman 8 Metal Heroes; Japan:ロックマン8 メタルヒーローズ; Rokkuman Eito Metaru Hīrōzuis) is een computerspel dat werd ontwikkeld en uitgegeven door Capcom. Het spel kwam in eind 1996 uit voor de PlayStation en een jaar later voor de Sega Saturn.

## Spel
Het spel is een actiespel. In de aarde slaat een meteoriet met twee robots. De eerste robot wordt bestuurd door Dr. Wiley die hij wil gebruiken om de wereld te vernietigen. De andere robot genaamd Duo raakt bevriend met Mega Man. Mega Man en Duo gaan achter Dr Wily aan om zijn plannen om over het universum te heersen te stoppen.

## Ontvangst
Het spel werd wisselend ontvangen:
| Beoordeeld door          | Jaar | Platform    | Score |
| ------------------------ | ---- | ----------- | ----- |
| Mega Fun                 | 1998 | PlayStation | 81%   |
| SEGA-Mag (Objectif-SEGA) | 2008 | SEGA Saturn | 80%   |
| Electric Playground      | 1997 | SEGA Saturn | 80%   |
| GameSpot                 | 1997 | PlayStation | 63%   |
| IGN                      | 1997 | PlayStation | 60%   |
| Player One               | 1998 | PlayStation | 60%   |
| GameSpot                 | 1997 | SEGA Saturn | 60%   |
| GameCola.net             | 2009 | PlayStation | 58%   |
| Consoles Plus            | 1998 | PlayStation | 52%   |
| Joypad                   | 1998 | PlayStation | 20%   |

## Trivia
- Het spel is opgenomen in het boek 1001 Video Games You Must Play Before You Die van Tony Mott.